# Cyrtandra calyptribracteata
Cyrtandra calyptribracteata là một loài thực vật có hoa trong họ Tai voi. Loài này được Bakh.f. mô tả khoa học đầu tiên năm 1950.